# シェル・レーヌ

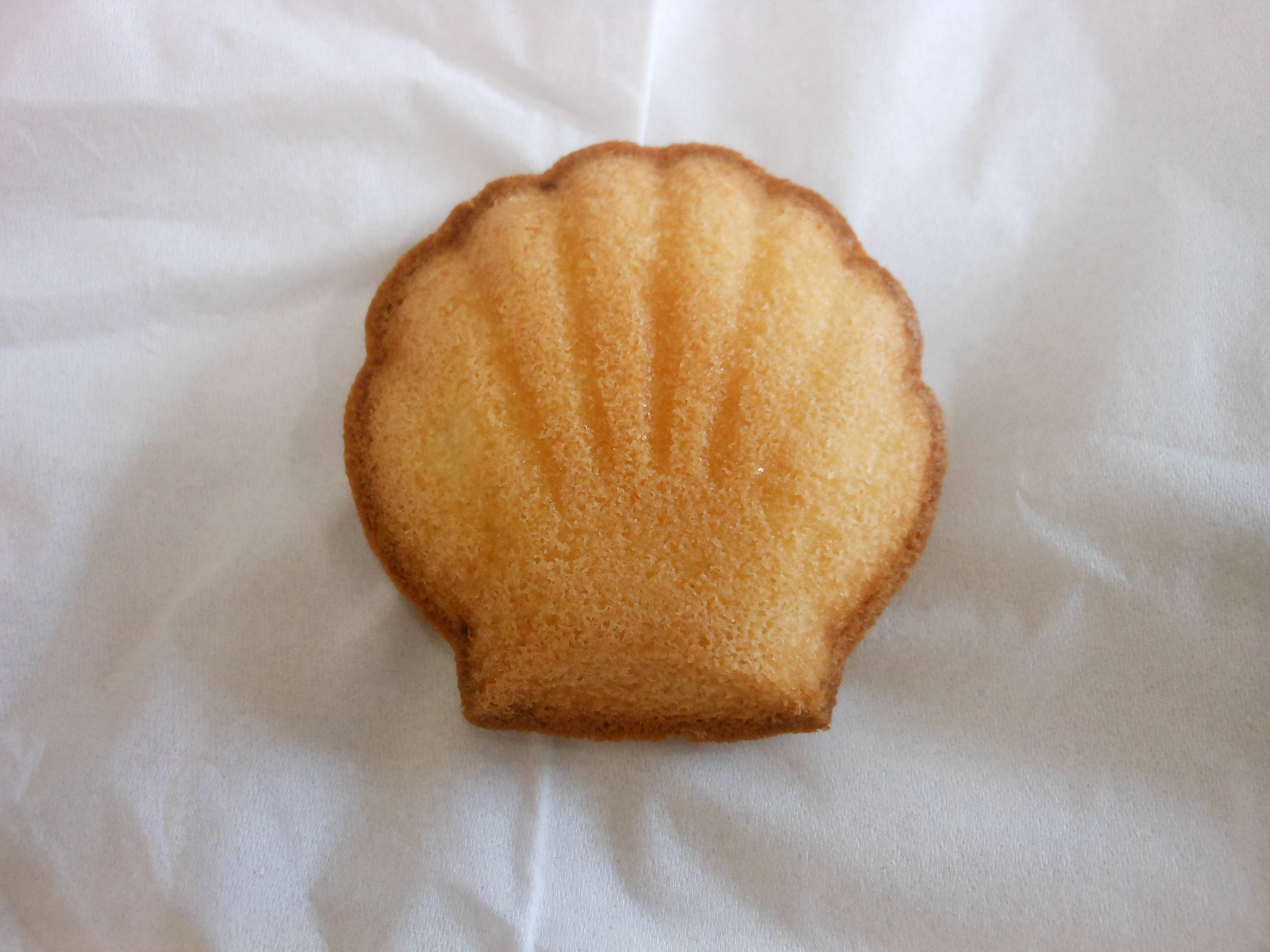
シェル・レーヌ

シェル・レーヌ（Shell Leines）は、三重県鳥羽市の洋菓子メーカー・ブランカが製造するマドレーヌ。
真珠のふるさと鳥羽に合ったあこや貝（真珠貝）の形をしており、あこや貝由来のカルシウムが添加されている。
ブランカの主力商品であり、1日に1万個以上生産している。

## 概要
東京でのサラリーマン生活を脱し、故郷の鳥羽へ戻った石井隆久がパン屋を開き、創業から16年目に開発した菓子である。日本全体では「知る人ぞ知る」菓子であるが、鳥羽市では誰もが知っているほど知名度は高い。第22回全国菓子大博覧会で名誉総裁賞を受賞した。
食材にこだわっており、味の決め手となる無添加バターは北海道産のものを使っている。生地には三重県産の小麦粉「アヤヒカリ」と指定農場の鶏卵を用いている。また、地元企業の御木本製薬の真珠貝から作られたパールシェルカルシウムがシェル・レーヌに入っている。パールシェルカルシウムは天然由来のカルシウムやミネラルを多く含んでいるという。
外はサクサク、中はしっとりとした食感で、1個ずつ手焼きで作られている。

## 歴史
オイルショックの発生した1974年（昭和49年）頃に東京から鳥羽へ帰郷した石井隆久は、製造から販売まで一貫してできる仕事がしたいと考え、神戸と東京で修行を積み、資本金1000万円で1978年（昭和53年）に株式会社ブランカを設立した。ブランカはパンとケーキの生産と販売を手掛け、売れ行きは良かったが、経費を差し引いた利益は少なかった。そこで新商品として真珠貝の形をしたマドレーヌ「シェル・レーヌ」を開発、観光客向けに販売を始めた。
シェル・レーヌは観光客向け商品として誕生したが、後に地元向けに路線変更し、ブランカの主力商品に成長、パンからシェル・レーヌに生産の重点を移した。現在もシェル・レーヌはブランカのメインであるが、同社はバウムクーヘンや塩サブレなどの新しい商品づくりにも挑んでいる。
2008年（平成20年）3月26日に中小企業による地域産業資源を活用した事業活動の促進に関する法律の認定を受け、伊勢市で栽培される蓮台寺柿の葉を練り込んだシェル・レーヌの開発に着手した。開発にあたっては商工組合中央金庫津支店から500万円の融資を受けた。蓮台寺柿は地元農家の女性が結成した「柿の木クラブ」などが生産する柿で、伊勢市指定天然記念物の伊勢固有の品種である。蓮台寺柿の葉にはポリフェノールの一種であるアストラガリンが含まれており、柿の木クラブは柿の葉粉末の活用を模索していた。そこで、農商工連携によりシェル・レーヌの新商品開発が行われることになった。「シェル・レーヌ 蓮台寺柿の葉」は、鳥羽の土産菓子としてブランド力を持つシェル・レーヌに、蓮台寺柿の葉が持つポリフェノールの機能と独特の苦味が加わり、他の焼き菓子と差別化が図られた。
2016年（平成28年）5月26日から5月27日にかけて開催された第42回先進国首脳会議（伊勢志摩サミット）では、シェル・レーヌが首脳陣に軽食で振る舞われた。

## 種類
店舗ごとに売れ筋に違いがあり、例えば好みの商品を詰め合わせられる「ギフトボックス」は、津・山の手店ではいろいろな種類を選ぶ客が多いのに対し、鳥羽本店では1種類を詰める客が多い。
- シェル・レーヌ プレーン
- シェル・レーヌ 蓮台寺柿の葉
- シェル・レーヌ あおさのり
- シェル・レーヌ 伊勢茶
- ミニシェル・レーヌ
- シェル・レーヌ 真珠の小箱
- シェル・レーヌ 詰め合せ

黒ゴマやチョコレート味のシェル・レーヌを販売していたこともある。

## ブランカ
株式会社ブランカ（Blanca）は、三重県鳥羽市に本店をおく菓子を生産・販売する企業。店頭にて70種類超の手作りのパンや菓子を販売する。より良い材料、健康に配慮した商品作りを心掛けている。また、2008年（平成20年）から毎年9月15日（旧・敬老の日）の売上を高齢者福祉のために地元の鳥羽市に寄付している。
2009年（平成21年）3月30日にシェルレーヌ工房がHACCPの認定を受けた。

## 販売店舗
ブランカ
- 鳥羽本店 - 三重県鳥羽市鳥羽三丁目15-3
  - 店内にイートインコーナーを設けている[12][8]。
- Blancaスイーツガーデン - 三重県伊勢市朝熊町4228-1
  - ブランカ茶房、Blancaシェルレーヌ工房がある。
- 津・山の手店 - 三重県津市一身田上津部田1336-5
- 津・久居店 - 三重県津市久居新町2852
- 神戸・岡本店 - 兵庫県神戸市東灘区岡本一丁目9-29

上記店舗のほか、三重県内の百貨店やスーパーマーケット（ぎゅーとら・イオンなど）、土産物店（鳥羽一番街など）でも販売されている。

### 三重県外での展開
三重県外では、兵庫県神戸市の岡本商店街にブランカが出店している。そのほかの地域では、三重県フェアなどのイベントで販売されることがある。例えば、2010年（平成22年）7月には東京・渋谷の書店・COOKCOOPで「レジ横おやつで日本一周!!」という企画でシェル・レーヌが販売され、2011年（平成23年）には11月から12月にかけて、東京・池袋と天王洲アイルにあるトラベルカフェの店舗にて「パワーすぽっと三重カフェ」という催しの一環でシェル・レーヌが「三重のお菓子の3種盛り」の1つとして提供された。